# オアシス21
オアシス21（オアシスにじゅういち）は、愛知県名古屋市東区東桜一丁目の栄地区に所在する、公園やバスターミナルなどの公共施設と商業施設との複合施設で、2002年10月11日に正式オープンした。なお、公園施設の管理・運営は第三セクターの栄公園振興株式会社が行っている。都市公園としては「久屋大通公園」の一部であるが、公募によりオアシス21の愛称がつけられた。

## 概要

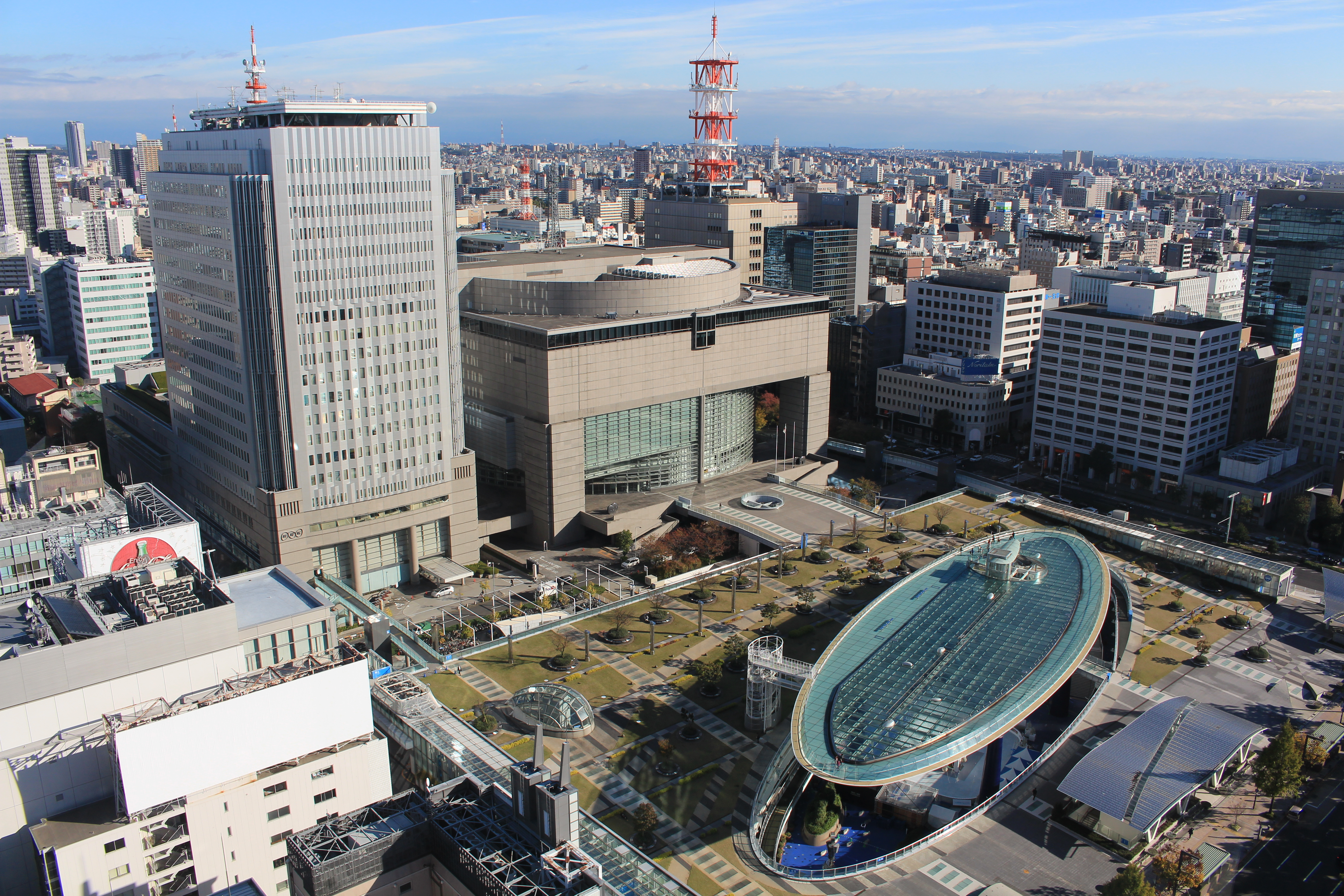
名古屋テレビ塔から見下ろすオアシス21

建設前は、NHK名古屋放送会館と愛知県文化会館があったが、東に隣接する栄公園と敷地を入れ替える形で名古屋市が整備し、栄公園にはNHK名古屋放送局と愛知芸術文化センターが建設された。
整備構想については、1980年代から具体化してきた。まずは、1982年の愛知県文化会館の再整備構想、1984年のNHK名古屋放送会館の立て替え構想などがあり、1985年6月には愛知県と名古屋市、NHKの3者による「栄公園地区の総合的な整備に関する覚書」が締結されるに至った。これは、名古屋市が栄公園地区の整備計画を策定し、愛知県は文化会館の整備、NHKが放送会館の整備をそれぞれ協力しながら推進していく方針の確認であった。
当初の計画には、栄地区のバスターミナルをすべて集約した施設を地下2階に設置する構想もあったが、最終的には久屋大通公園の栄バスターミナルを残したほか、施設を半地下構造とすることにより事業費を圧縮した。
整備完了までの暫定的な利用として、駐車場やさまざまなイベントに利用された。そのなかでも、1997年3月2日から1998年12月27日までの間、劇団四季による名古屋ミュージカル劇場が設置されたこともある。これは、座席数約1130の劇場であり、「オペラ座の怪人」と「美女と野獣」の公演を行った。
また、事業費圧縮の方策として、事業の提案競技方式が採用されることとなった。また、名古屋市都市整備公社（現・名古屋まちづくり公社）が建設し、名古屋市が分割払いによりこれを取得するという建設代行方式が検討された。
1997年2月15日、最優秀案として大林組の案が採用されることとなった。
マスコットキャラクターとして、恐竜をモチーフとした「いやしす」が設定されている。
当施設では、日本生命、レオパレス21、寿がきや、ダイハツ・キャストなど多くのテレビCMの撮影に使われた実績がある。
外国人観光客に人気の高いスポットであり、「夏のフォトジェニック観光スポット」として国内では北海道・洞爺湖に次ぐ２位に選ばれたことがある。また、コスプレイベントやハロウィンの日には多くの若者が集まる。

## 施設

### 水の宇宙船（大屋根）
吹き抜けの地下広場の真上にある。地面はガラス張りで、中央から水がやさしく流れて銀河の広場に光の波紋を描きだす。水面の周りには園路があり、夜にはライトアップされる。
2012年に名古屋市が主催した、第１回名古屋まちなみデザインセレクションにおいて、「オアシス21「水の宇宙船」の上と、そこからみた名古屋テレビ塔」が市民投票によって、まちなみデザイン20選（第１回）に選定されており、名古屋・栄周辺の景色を眺めるには絶好の場所となっている。

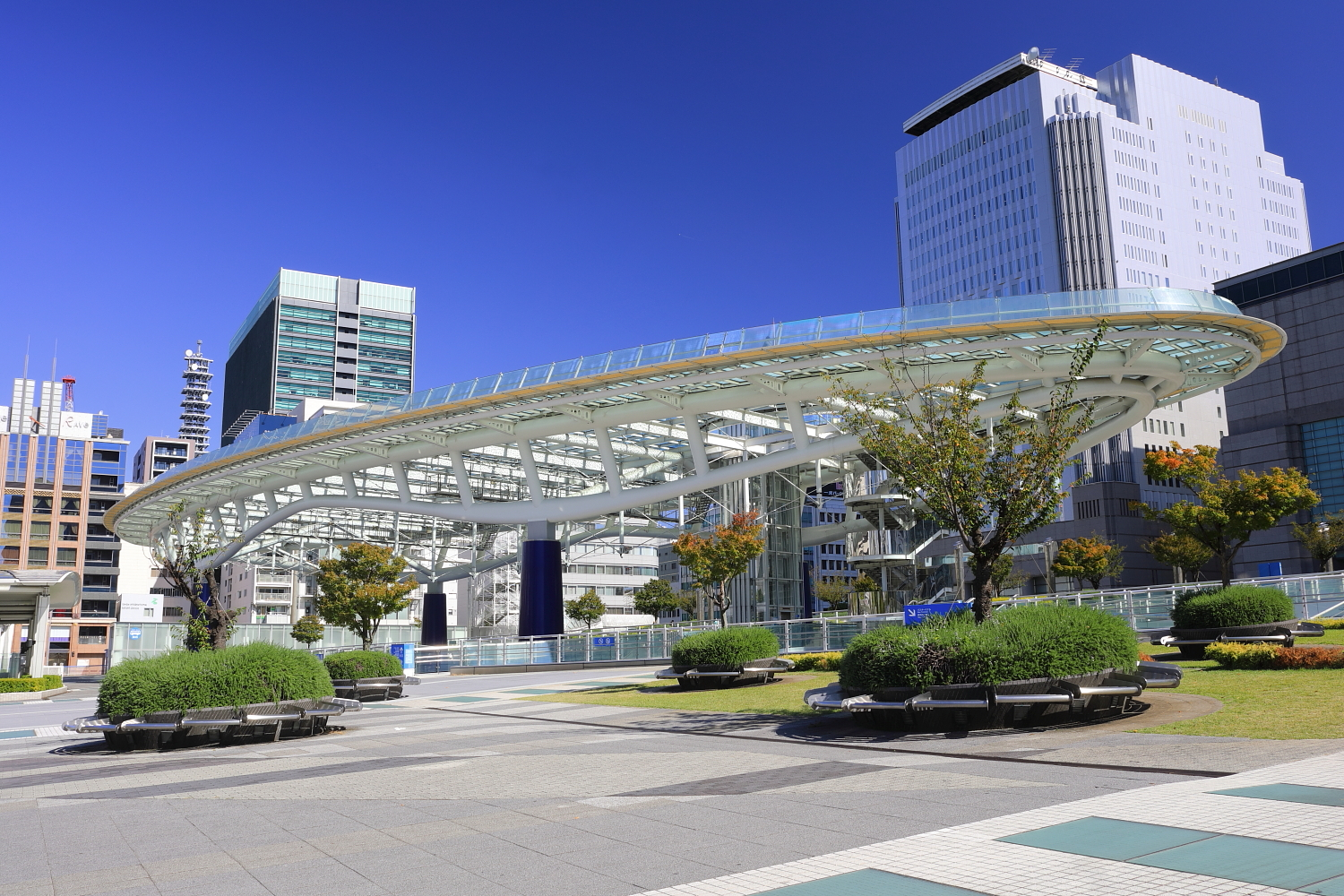
「水の宇宙船」
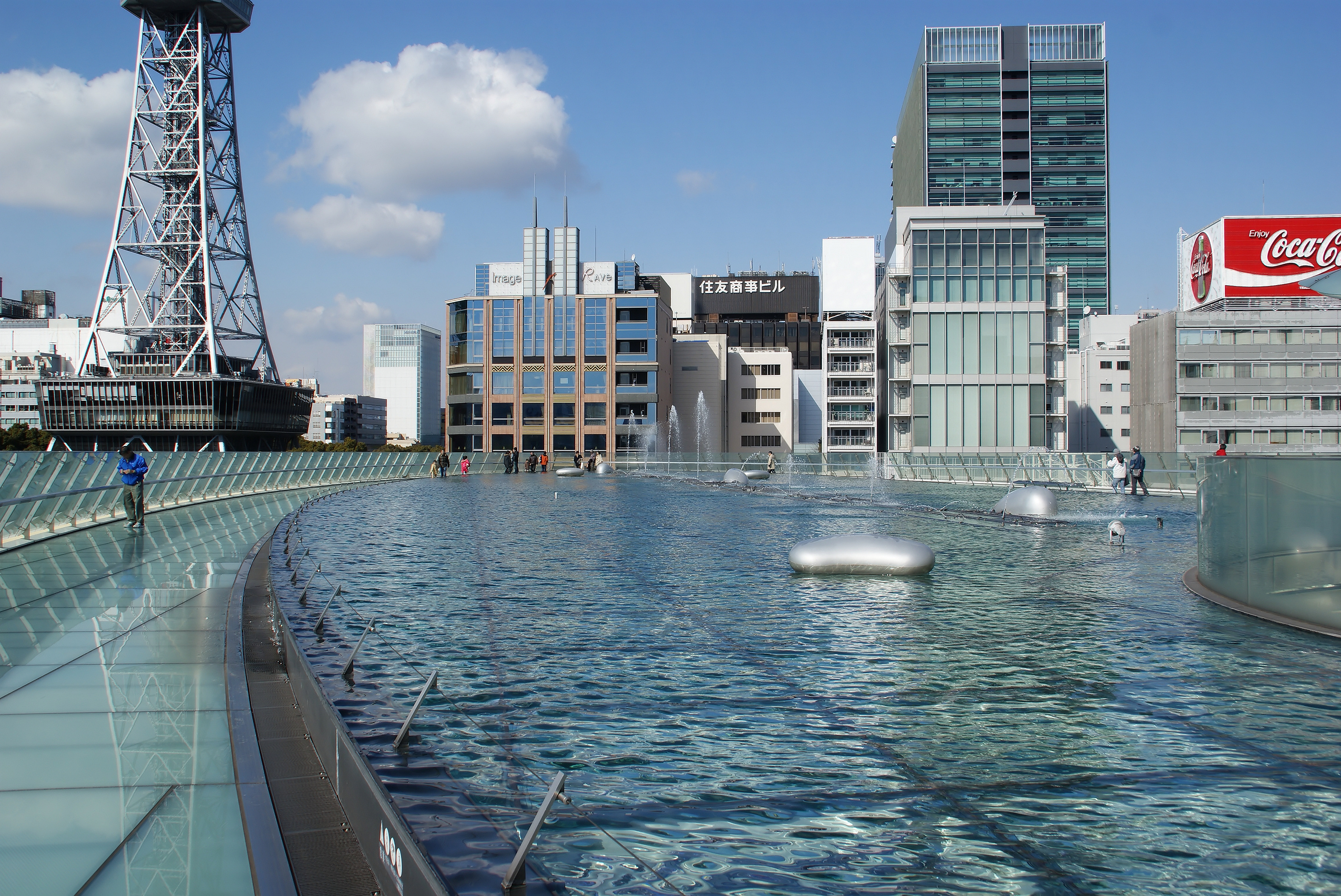
「水の宇宙船」の屋上
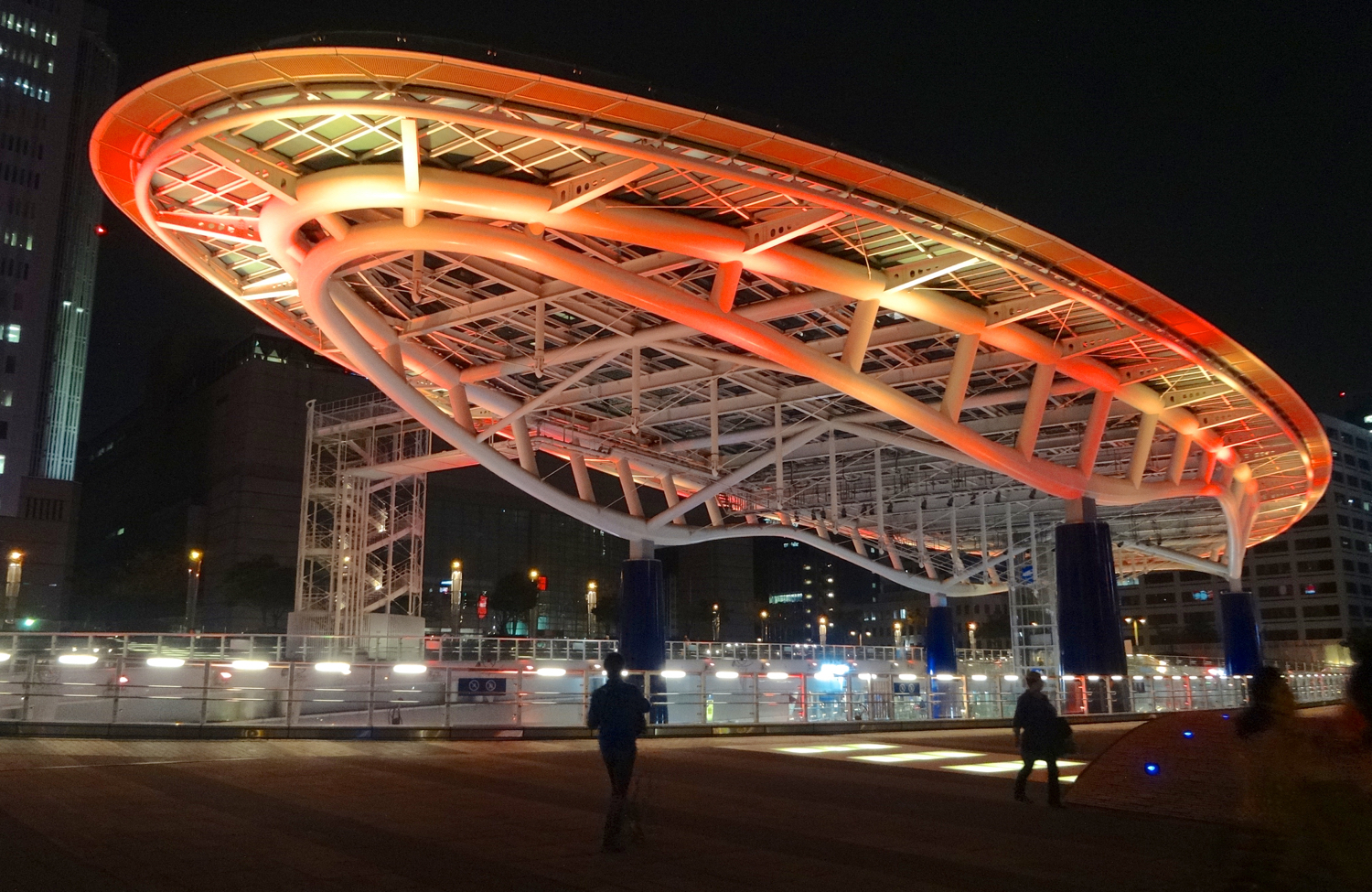
ライトアップされた「水の宇宙船」

### 緑の大地（地上公園）
芝生が広く敷いてある。ベンチもあり、花壇や樹木も並んでいる。
また愛知芸術文化センターへの連絡橋もある。
このエリアは原動機付自転車と自転車は進入禁止区域になっている。

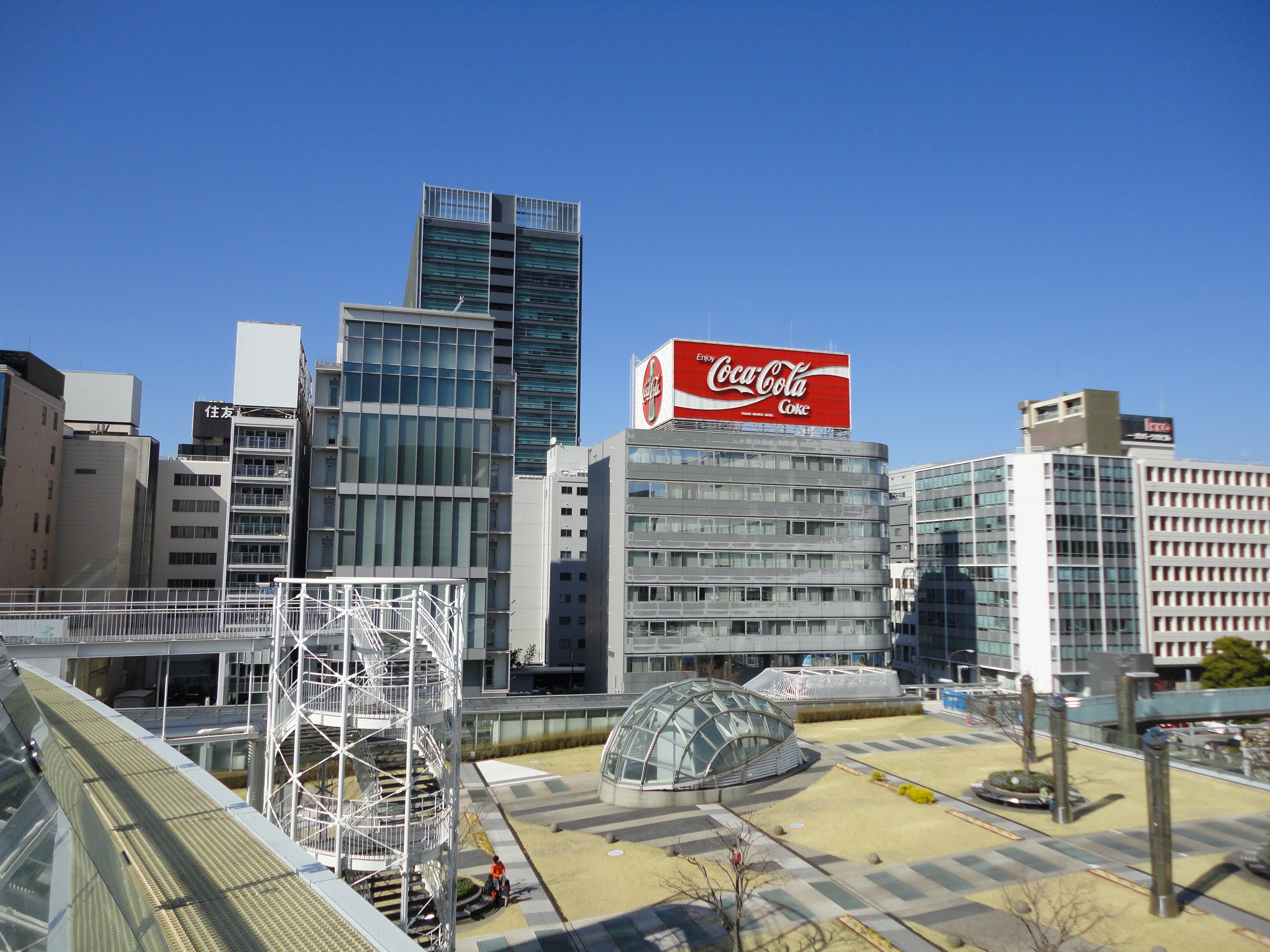
「緑の大地」

### 銀河の広場（吹抜公園）
普段は広場だが、時々ステージがメインのイベントが行われる。
広場の中央、南寄りにはエレベーターが設置されており、このエレベーターで水の宇宙船に行く事ができる。
広場の周りには32店舗の商業施設が銀河の広場を囲む様に所在し、売り場面積は約4,100m2ある。
2009年から冬季にはスケートリンク（命名権により「豊田合成リンク」と呼ばれる）が設置されている。リンクには氷ではなく、特殊プラスティックにワックスを塗ったものを使っており、その為転んでも濡れることがない。

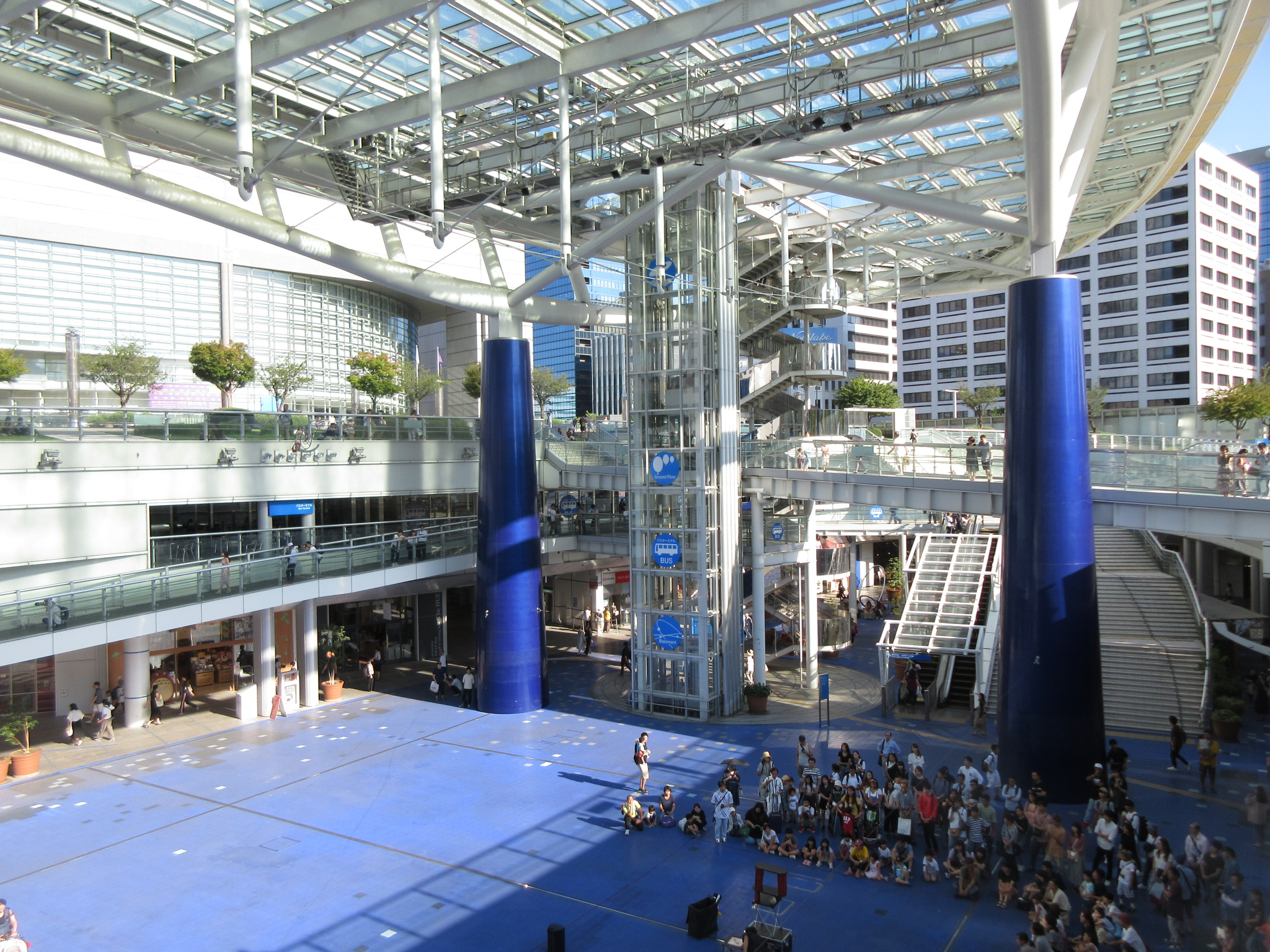
「銀河の広場」

### オアシス21 iセンター
銀河の広場にあるインフォメーションセンター。オアシス21の施設案内の他に、名古屋市の観光案内なども行われている。

## バスターミナル
オアシス21の1階にある名古屋市営バス・名鉄バス・三重交通バスのバスターミナルである。その他、共同運行の岐阜バスや信南交通、東鉄バスなども発着する。
名鉄バス・JR東海バスの高速バスも停車する（時刻表では「栄」と表記）。なお、近隣を運行するものの当バスターミナルを通過するバスもあるが、名古屋駅行きについてはバス停が近隣の道路上にあるため全てが停車する。
停留所にはホームドアが設置されており、バス停車中のみドアが開く。運転手の操作によりドアを解錠した後（市バスは運転席からのリモコン操作、他のバスは全て自動ドア付近の操作盤にて操作ののち、ドアが解錠される）、到着アナウンスが流れる。
かつてはきっぷ発券窓口が名古屋市営バス・三交バス・名鉄バス・JR東海バス4社共同で運営されていたが、2008年（平成20年）3月31日をもって一旦閉鎖され、設備が簡素なものに改められた上で三交バスの単独窓口となっている。三交バスの券売機、バスカード発売機のみが稼働していたが　三重交通がICカード乗車券emicaを導入したのでemicaのチャージ機が設置された。
停車する長距離高速バスの詳細については、#高速バスおよび各バス路線記事を参照。

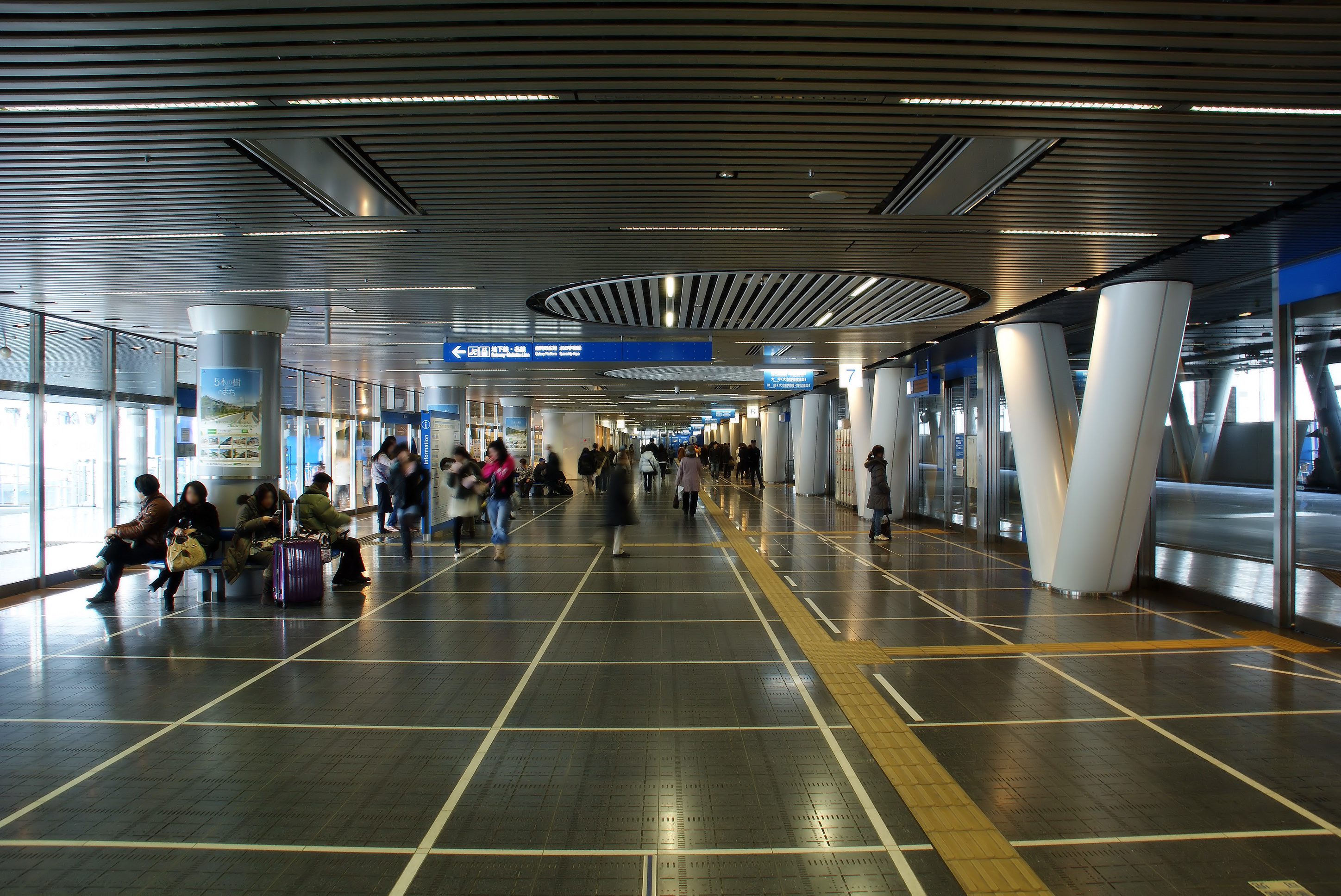
栄バスターミナル

## 交通

### 公共交通機関
- 名古屋市営地下鉄名城線・東山線 栄駅下車、東改札から地下連絡通路を経由。
- 名古屋市営地下鉄名城線・桜通線 久屋大通駅下車、南改札からセントラルパーク地下街を経由。
- 名鉄瀬戸線栄町駅下車、地下連絡通路を経由。
- 名古屋市営バス 栄バス停下車。

### 駐車場
オアシス21内には駐車場はなく、同施設では公共交通機関を利用して来場するよう呼びかけている。なお、近隣には市営または民間の駐車場が複数ある。

### 高速バス

#### JRバス
- 東名ハイウェイバス（名古屋 - 静岡 - 東京駅）
  - 上りは一部便のみ、下りは直行便以外停車。
  - 東京駅行は乗車のみ、名古屋駅行は降車のみ。
- ドリームなごや号（名古屋 - バスタ新宿・東京駅）
  - 8号のみ停車。
- ファンタジアなごや号（名古屋 - 横浜・お台場・TDR・西船橋駅）
  - 全て停車。

#### 名鉄バス（他社共同運行便含む）
- 中央道高速バス飯田線（名鉄バスセンター - 飯田）
  - 一部便のみ停車。
- 中央道高速バス伊那線（名鉄バスセンター - 伊那・箕輪）
  - 一部便のみ停車。
- 中央道高速バス新宿線（名鉄バスセンター - バスタ新宿）
- どんたく号（名鉄バスセンター - 福岡西鉄天神高速バスターミナル・博多バスターミナル）
- セントレアリムジン（名鉄バスセンター - 中部国際空港）